# NVRAM

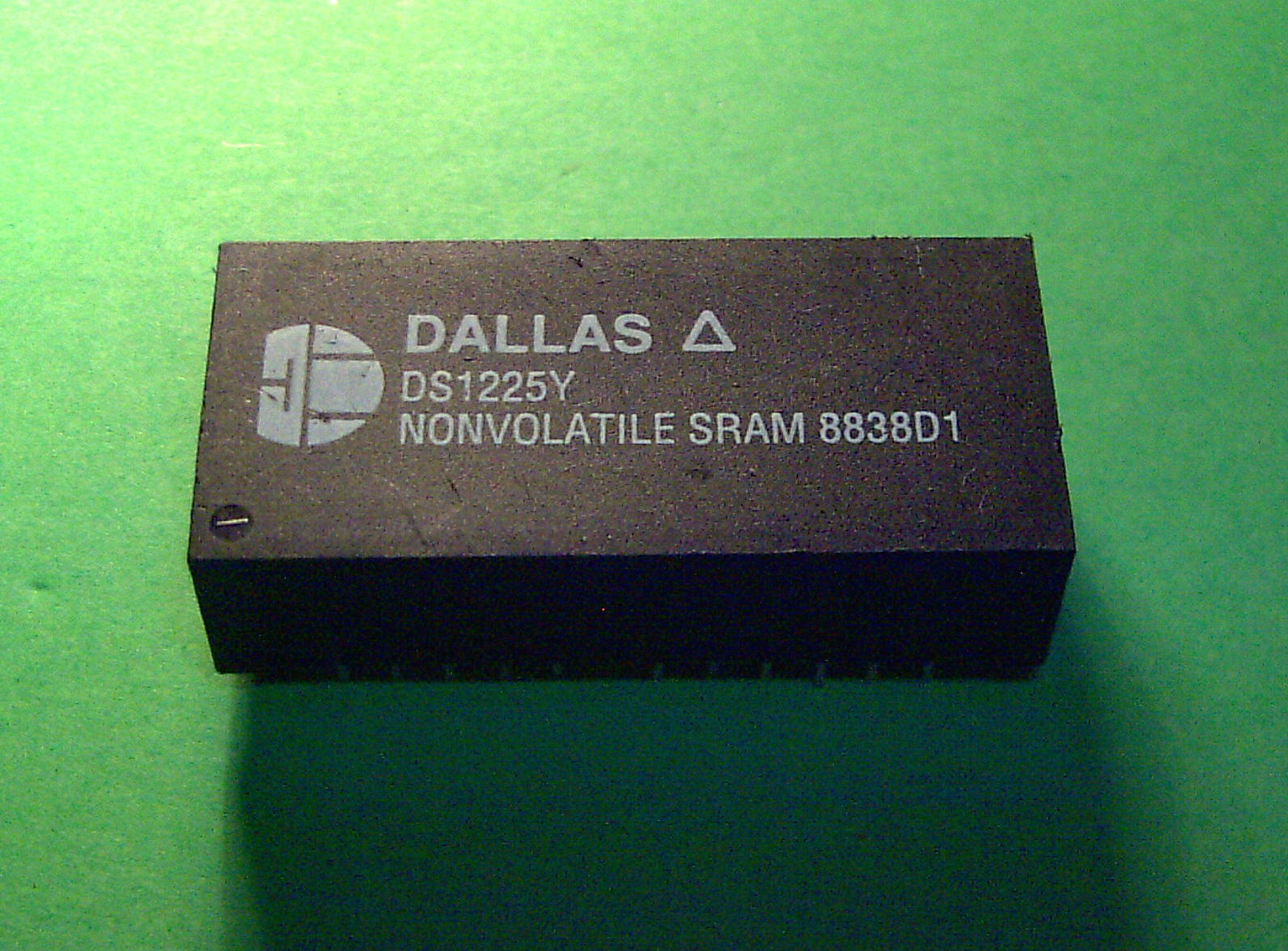
Memòria NVRAM de Dallas Semiconductor.

La memòria d'accés aleatori no volàtil, referida a vegades per les seves sigles en anglès NVRAM (Non-volatile random access memory), és un tipus de memòria d'accés aleatori que, com el nom indica, no perd la informació emmagatzemada en aturar-se l'alimentació elèctrica.